# Bas Eickhout
Bas Eickhout, né le 8 octobre 1976 à Groesbeek, est un homme politique néerlandais, membre de la Gauche verte (GL). Il est député européen depuis le 14 juillet 2009.

## Biographie
Lors des élections européennes de 2009, il est élu au Parlement européen, où il siège au sein du groupe des Verts/Alliance libre européenne, dont il est le trésorier depuis 2012. Il est réélu en 2014 et en 2019.
Il est membre de la commission de l'environnement, de la santé publique et de la sécurité alimentaire et de la délégation pour les relations avec les États-Unis depuis 2009. Il a également siégé au sein de la commission spéciale sur les défis politiques et les ressources budgétaires pour une Union européenne durable après 2013, entre 2010 et 2011.
En février 2024, il est désigné comme co-tête de liste des Verts européens pour les élections européennes de 2024, en binôme avec l'Allemande Terry Reintke.